# Agricolândia
Agricolândia (aparținând Piauí) este un oraș în Brazilia.